# Гласс, Луи
Луи Кристиан Август Гласс (дат. Louis Christian August Glass; 23 марта 1864, Копенгаген — 22 января 1936, Копенгаген) — датский композитор и музыкальный педагог. Сын композитора и органиста Кристиана Хенрика Гласса.

## Биография
Учился игре на виолончели у Альберта Рюдингера и основам композиции у Нильса Гаде, затем отправился в Брюссельскую консерваторию, где продолжил занятия виолончелью под руководством Жозефа Серве, но учился также и как пианист у Юзефа Венявского и Юлиуша Зарембского. В 1882 г. выступил с дебютным сольным концертом в Копенгагене, исполнив фортепианный концерт Роберта Шумана и виолончельный концерт Георга Гольтермана.
В 1892 г. перенял у тяжело больного отца руководство музыкальной школой. В 1898 г. выступил одним из соучредителей Датского музыкально-педагогического общества, в 1903—1921 гг. был его председателем. Продолжая в какой-то мере концертировать как виолончелист, уже в 1890-е гг. из-за медицинских проблем с правой рукой вынужден был отказаться от пианистических выступлений. Тем не менее, именно Гласс был первым исполнителем Симфонической сюиты Op. 8 для фортепиано своего главного соперника-композитора Карла Нильсена (5 мая 1895 г.) — правда, Нильсен относил неудачу премьеры отчасти на счёт неспособности исполнителя передать его замысел. Выступал также как дирижёр, в 1915—1918 гг. был главным дирижёром оркестра Датского концертного общества. В 1935 г. входил в национальный отборочный комитет по выбору датских произведений искусства для участия в Олимпийских играх в Берлине.
Композиторское творчество Гласса сложилось под влиянием Антона Брукнера, Сезара Франка и его школы. Считается, что на его занятия композицией повлияло также увлечение теософией и сочинениями датского философа-визионера Мартинуса. Глассу принадлежит шесть симфоний (1894—1926), сюиты, скрипичный (1930) и гобойный концерты, фантазия для фортепиано с оркестром, несколько камерных ансамблей, многочисленная фортепианная музыка. Все симфонии Гласса записаны Пловдивским филармоническим оркестром под управлением Найдена Тодорова.